# オレたちゴチャ・まぜっ! (第1部)
オレたちゴチャ・まぜっ!は、MBSラジオで放送されていたラジオ番組。
その他の「オレたちゴチャ・まぜっ!」を関する番組については、オレたちゴチャ・まぜっ!を参照のこと。
また、内包されていた箱番組『AKB48北原里英 いまきたラジオやってまーす!』も便宜上本項に記載する。

## 概要
同局で放送されているラジオ番組『ゴチャ・まぜっ!』が、2014年春の番組改編でリニューアルされた番組『オレたちゴチャ・まぜっ!』の1番組。後時間帯にはロバートや敦士などが出演する同名の番組（第2部）が放送されていた。
出演者には『ゴチャ・まぜっ!』に出演していたよゐこや南沢奈央が起用されているが、それまで出演していた番組の内容は引き継いでいない。
番組収録は録音で行われる。
番組スタート時の告知では『よゐこ・吉田照美のオレたちゴチャ・まぜっ!』という名称が使われていた。公式サイトのスタジオ日記では第2部と区別するために『オレたちゴチャ・まぜっ!ore1』という名称が使われており、この「ore1」は番組メールアドレスにも使われていた。
2014年4月5日、番組放送開始。
2014年5月3日放送回からは、有野が番組終了間際に生放送前でスタジオに待機している第2部出演者に無茶ぶりを与えるようになった。2014年12月27日放送回を最後に無茶ぶりは行われなくなった。
2015年2月6日放送回から箱番組『AKB48北原里英 いまきたラジオやってまーす!』が放送開始。
2015年3月28日最終回を放送。

## 放送時間
土曜日1時50分 - 3時30分（金曜深夜）

## 出演者
- よゐこ[1] (濱口優・有野晋哉)
- 吉田照美
- 南沢奈央[2]
- 石原夏織

## コーナー
- ゴチャ・まぜっ!ワイドショー

最近話題のニュースなどを基にトークする。
- 夏織・奈央の許せない宣言

石原と南沢が許せないという出来事を発表しそれに基づきトークする。2人の後にはリスナーからの投稿も発表する。
- 有野の舌のコーナー
- 放送日はあくまで暦日で表記しているため、注意のこと。

2014年11月15日放送回より。8日放送回で利き水を唯一間違えた有野の舌を鍛えるために、いろいろな食材の食べ比べを行う。他の出演者が全問不正解の他著しいく的外れな誤答をした場合はコーナータイトルに誤答にちなんだあだ名が追加されていく方式。そのためコーナー名はコロコロ変化していた。
- - 全問不正解で付けられた（コーナー名に追加された）あだ名は
    - 吉田照美→ロバのベロ（11月22日放送回でポテトチップスの柚子こしょう味をリンゴ味と誤答）
    - 南沢奈央→ポンカン娘（12月6日放送回でミックスジュースにポンカンが入っていると誤答）
    - 濱口優→私以外みんなアホ舌（3月14日放送回でのコーラの飲みくらべで石原夏織以外が全問不正解だったため）
    - 石原夏織→みーんなアホ舌（3月21日放送回で缶コーヒーの味ききに失敗したため）

真夜中のつぶやきのコーナー

石原と南沢がリスナーから送られてきたフレーズをつぶやく。
- スタジオの中心で奈央が叫ぶ

南沢がリスナーから送られてきたフレーズを叫ぶ。「真夜中のつぶやきのコーナー」から派生。

## AKB48北原里英 いまきたラジオやってまーす!
2015年2月7日放送回より内包された箱番組。
1コーナー扱いだが、タイトルは同じくMBSラジオで放送されている『アッパレやってまーす!』に近く、テーマ曲も同じ曲が使われている。2015年3月31日（30日深夜）からは『アッパレやってまーす!』に移動。
放送時間
- 2015年2月7日 - 3月28日
- 土曜日3時20分 - 3時30分（金曜深夜）[3]

出演者
- 北原里英 (AKB48)